# Gondesendo Arualdes de Baião
Gondesendo Arualdes de Baião, sucedeu a seu pai, Arnaldo Eris de Baião no senhorio de Baião e em muitas fazendas nas margens do Cávado, tendo sido senhor de Penaguião e governador da justiça, no ano de 1030. De seu casamento, Dom Gosendo teve Egas Gosendes de Baião, rico-homem de Dom Afonso VI de Castela, rei de Castela, figurando como confirmante nos anos de 1111 e 1112. 
Em 1124, deu foral à vila de Sernancelhe. O costume das pessoas adotarem como sobrenome próprio a indicação do seu local de origem ficou comum, e como o lugar era conhecido como “Resende”, por ser uma corruptela de Gozende, foi Dom Martim Afonso de Baião - o "de Resende", reconhecidamente o primeiro cidadão a utilizar a forma "Resende" como apelido, tomando-o do lugar onde era senhor e possuidor. Dai o brasão Baião e Resende serem o mesmo!

## Relações familiares
Filho de Arnaldo de Baião e Ufa Ufes.
Casou com Ega Viegas, filha de Egas Hermigues e Gontinha Eris com quem teve:
1. Egas Gondesendes I de Baião, o seu sucessor na chefia da família.